# Barbar Conan (film, 1982)
Barbar Conan je americký fantasy film režiséra Johna Miliuse z roku 1982, v jehož hlavní roli se prosadil kulturista Arnold Schwarzenegger. Film byl natočen volně na motivy povídek Roberta E. Howarda, jejichž hlavním hrdinou je postava Barbara Conana. Scénář společně napsali Oliver Stone a John Milius. Film se v roce 1984 dočkal pokračování Conan ničitel, hudbu k oběma filmům složil Basil Poledouris. V rámci žánru fantasy se film řadí mezi díla proudu sword and sorcery (meč a magie), která se vyznačují napínavým dějem s udatným hrdinou, který přemůže všechny své nepřátele a různé příšery, čelí působení magie a nadpřirozeným jevům, podléhají mu krásné ženy.
V roce 2011 vzniklo nové filmové zpracovaní ve 3D. Hlavní roli ztvárnil Jason Momoa.

## Příběh
Conanův otec je kovář a svému malému synovi vypráví příběhy o bozích a o tajemství oceli, které musí každý bojovník objevit, aby po smrti mohl správně odpovědět na otázku bohovi Cromovi a vstoupit do Valhally. Jednoho dne nájezdníci vedení Thulsou Soudcem zničí Conanovu vesnici a zabijí všechny dospělé včetně Conanových rodičů. Děti jsou smrti ušetřeny a prodány do otroctví. Conan si dobře zapamatuje standartu nájezdníků tvořenou obrazem černého slunce, pod nímž na sebe zírají dva hadi. Tvrdou dřinou otrocké práce se z Conana stane silný muž, který později pro své pány bojuje v gladiátorských zápasech. Po řadě úspěchů mu otrokáři dopřejí výcvik v boji s mečem u východních mistrů. Později Conana jeho pán propustí na svobodu. Ve starobylé hrobce Conan nalezne meč dávného krále a vydává pomstít své rodiče a svoji vesnici.
Na cestě osvobodí ze spárů čarodějnice zloděje a lučištníka Subotaie, který ho při jeho dalším putování doprovází. Ve městě Ianth v království Ophir se oba vloupají do věže Hadího kultu. Při vloupání potkají zlodějku a válečnici Valerii, která má stejné plány. Společně vniknou do nitra věže, kde se Conan zmocní drahého kamene „Hadí oko“ a kde také nalezne amulet s vyobrazením černého slunce a dvou hadů. Při krádeži kamene Conan nechtěně vzbudí gigantického hada, který klenot stráží, a je nucen ho zabít, což vyvolá mezi následovníky kultu a strážemi ve věži rozruch. Všichni tři zloději ale pronásledovatelům šťastně uniknou a po putykách ve městě bujaře oslavují svůj úspěch. Valerie a Conan se do sebe zamilují. Dobrodruhy posléze zatknou stráže krále Osrica, který k překvapení zatčených ocení jejich odvahu a nabídne jim bohatství, pokud mu přivedou zpět jeho dceru. Princezna totiž propadla Hadímu kultu a odešla z města za vůdcem kultu.
Podle amuletu nalezeného ve věži Conan tuší, že za Hadím kultem stojí Thulsa Soudce, a proto nabídku krále Osrica přijme. Na další cestu však vyráží sám, protože ani Valerie ani Subotai nemají zájem čelit tak mocnému nepříteli. Po dlouhém putování se Conan setkává s čarodějem Akirou (vypravěčem celého příběhu), který stráží dávné pohřebiště. Od něho se vydává do skalního chrámu – hlavního centra Hadího kultu, kam převlečený za následovníka kultu chce proniknout pomocí odcizeného amuletu. Je však odhalen Thulsovými hlavními pobočníky Rexorem a Thorgrimem, zajat a předveden před samotného vůdce kultu. Když Conan prozradí, že chce pomstít vypálenou vesnici, Thulsa Soudce mu vysvětlí, že tehdy se snažil najít sílu v oceli, ale později zjistil, že silnější než ocel a svaly je lidská mysl. Svou moc demonstruje, když vyzve jednu z věřících stojící vysoko na skále, aby k němu šla. Dívka vykročí do prázdného prostoru a pádem ze skály se zabije. Thulsa nechá Conana ukřižovat na stromě v poušti, kde ho ve stavu mezi životem a smrtí zachrání Valerie a Subotai, kteří se nakonec za Conanem přece jen vydali.
Na Valeriinu žádost se čaroděj Akira pokusí tajemnými obřady Conana vyrvat ze spárů smrti. Řekne však Valerii, že bohové za to budou požadovat zaplatit svoji cenu, a Valerie prohlásí, že je ochotna cenu bohům zaplatit. Když je Conan zachráněn a znovu zesílí, Valerie Conanovi slíbí, že ani smrt jí nezabrání bojovat po jeho boku. Conan, Valerie a Subotai se vydávají do sídla Hadího kultu pro princeznu. Po boji s Thulsovými strážemi princeznu proti její vůli unesou. Než samotný boj propukne, pozorují ze svého úkrytu, jak se Thulsa mění v  obrovského hada. Při útěku s princeznou Thulsa (již zpátky v lidské podobě) zasáhne Valerii otráveným šípem a Valerie umírá. Conan ji spálí na hranici na dávném pohřebišti, kde jinak normálně žádný oheň nikdy nehoří.
Sám Thulsa spolu se svými pobočníky Rexorem a Thorgrimem vede trestnou výpravu, aby získal zpět dceru krále Osrica. Conan, Subotai a Akira útok odrazí a Conan svede úspěšné souboje s oběma Thulsovými pobočníky. Při souboji s Rexorem se v kritickém okamžiku na místě zjeví zemřelá Valerie, která svým mečem zadrží smrtící ránu Conanova protivníka. Conan se vzchopí a Rexora porazí. Ještě než Thulsa prchne z bojiště, pokusí se střelou z luku zabít princeznu. Střelu v letu zachytí do štítu Subotai. Princezna přestane Thulsu uctívat a zůstane s Conanem. Conan se poté sám vydá za Thulsou do jeho chrámu. Když stanou tváří v tvář před shromážděním členů kultu, pokusí se Thulsa Conana ovládnout silou svých myšlenek. Conan však odolá a setne Thulsovi hlavu, kterou odhodí mezi shromážděné členy kultu, stejně jako svůj meč. Nato Thulsovi přívrženci odejdou, Conan chrám zapálí, a tak je jeho pomsta dokonána. Pochopí, že tajemství oceli není v kovu samotném, ani v síle paže, která drží ocelový meč, ale v mysli, která paží vládne.
Film končí epilogem čaroděje Akiry, který uvádí, že později se Conan sám stal velkým králem. To už je ale jiný příběh.

## Verze filmu
Společnost Universal Studios vydala film v několika odlišných verzí. Původní sestřih pro kina trval 129 minut. Pro vydání na videokazetě studio nabídlo kromě kinoverze i dvě zkrácené verze o délce 115 minut a 123 minut. Původní verze pro kina byla užita při vydání prvního DVD v roce 1998. V roce 2000 společnost vydala sběratelskou edici DVD, v níž měl film délku 131 minut a disk obsahoval i řadu bonusů. Starší sestříhané verze již nejsou k dostání. Premiéra v České republice byla 1. ledna v roce 1991 a o 3 roky později v roce 1994 se začal film vysílat v TV Nova s verzí od VHS, kdy Barbara Conana namluvil v českém dabingu Daniel Rous. V roce 2000 namluvil Barbara Conana Pavel Soukup pro verzi DVD pod režisérem Jiřím Kodešem.

## Obsazení
| Arnold Schwarzenegger | Conan                   |
| James Earl Jones      | Thulsa Soudce           |
| Max von Sydow         | král Osric              |
| Sandahl Bergman       | Valeria                 |
| Ben Davidson          | Rexor                   |
| Cassandra Gava        | čarodějnice             |
| Gerry Lopez           | Subotai                 |
| Mako                  | čaroděj Akiro, vypravěč |
| Valérie Quennessen    | princezna               |
| William Smith         | Conanův otec            |
| Franco Columbu        | piktský zvěd            |
| Jack Taylor           | kněz                    |
| Sven-Ole Thorsen      | Thorgrim                |
| Nadiuska              | Conanova matka          |

Přes poměrně vysoký rozpočet bylo ve filmu obsazeno nezvyklé množství tehdy nezkušených herců. Tanečnice Sandahl Bergman a surfař Gerry Lopez získali velké vedlejší role Conanových nejbližších společníků. Vedle Arnolda Schwarzeneggera ve filmu hráli i další slavní kulturisté: William Smith, Sven-Ole Thorsen a Franco Columbu, jakož i bývalá hvězda klubu amerického fotbalu Oakland Raiders Ben Davidson.